# Roztoka (Basse-Silésie)
Pour les articles homonymes, voir Roztoka.
Roztoka est une localité polonaise de la gmina de Dobromierz, située dans le powiat de Świdnica en voïvodie de Basse-Silésie.

## Histoire
De 1818 à 1932, Rohnstock fait partie de l'arrondissement de Bolkenhain dans le district de Liegnitz au sein de la province de Silésie.